# Wiedtalbrücke
Die Wiedtalbrücke ist eine 387 m lange zweigleisige Eisenbahnüberführung der Schnellfahrstrecke Köln–Rhein/Main. Mit 53 m ist es die höchste Brücke dieser Strecke.
Das Bauwerk liegt in Rheinland-Pfalz bei Wiedmühle, einem Ortsteil von Neustadt (Wied). Nördlich der Eisenbahnbrücke verläuft die Autobahn 3 auf zwei Straßenbrücken. Sie überspannt den Fluss Wied, die Landesstraße 255, die Kreisstraße 33 sowie die ehemalige Trasse der Bahnstrecke Linz am Rhein–Altenkirchen (Westerwald). Nördlich der Brücke liegt, getrennt durch einen Erdbaubereich, die 992 m lange Hallerbachtalbrücke, südlich folgt der 755 m lange Ammerichtunnel.

## Verlauf

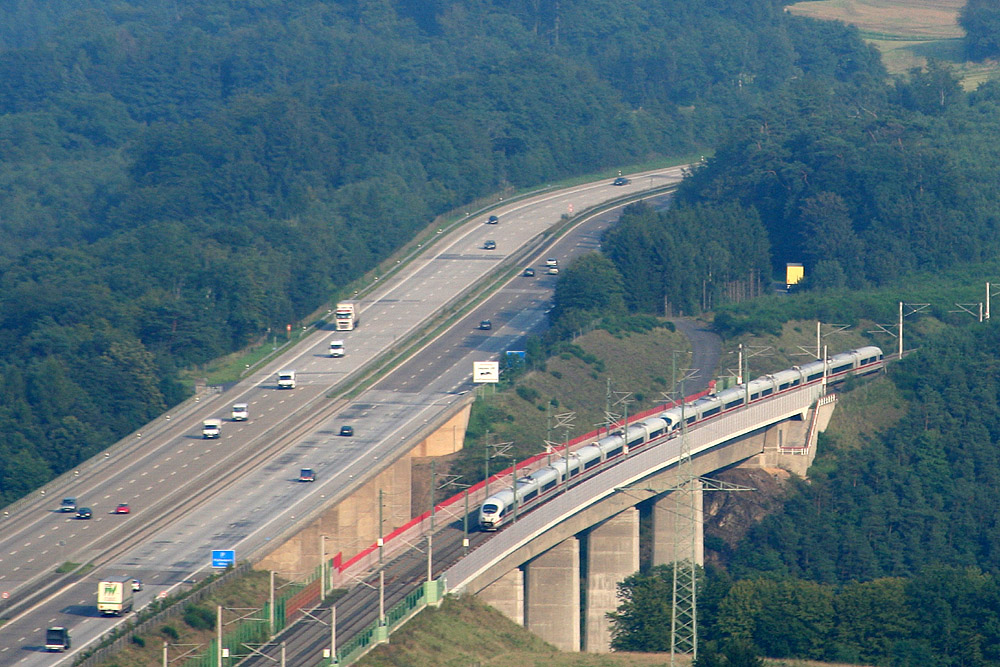
Die Wiedtalbrücke mit ICE 3

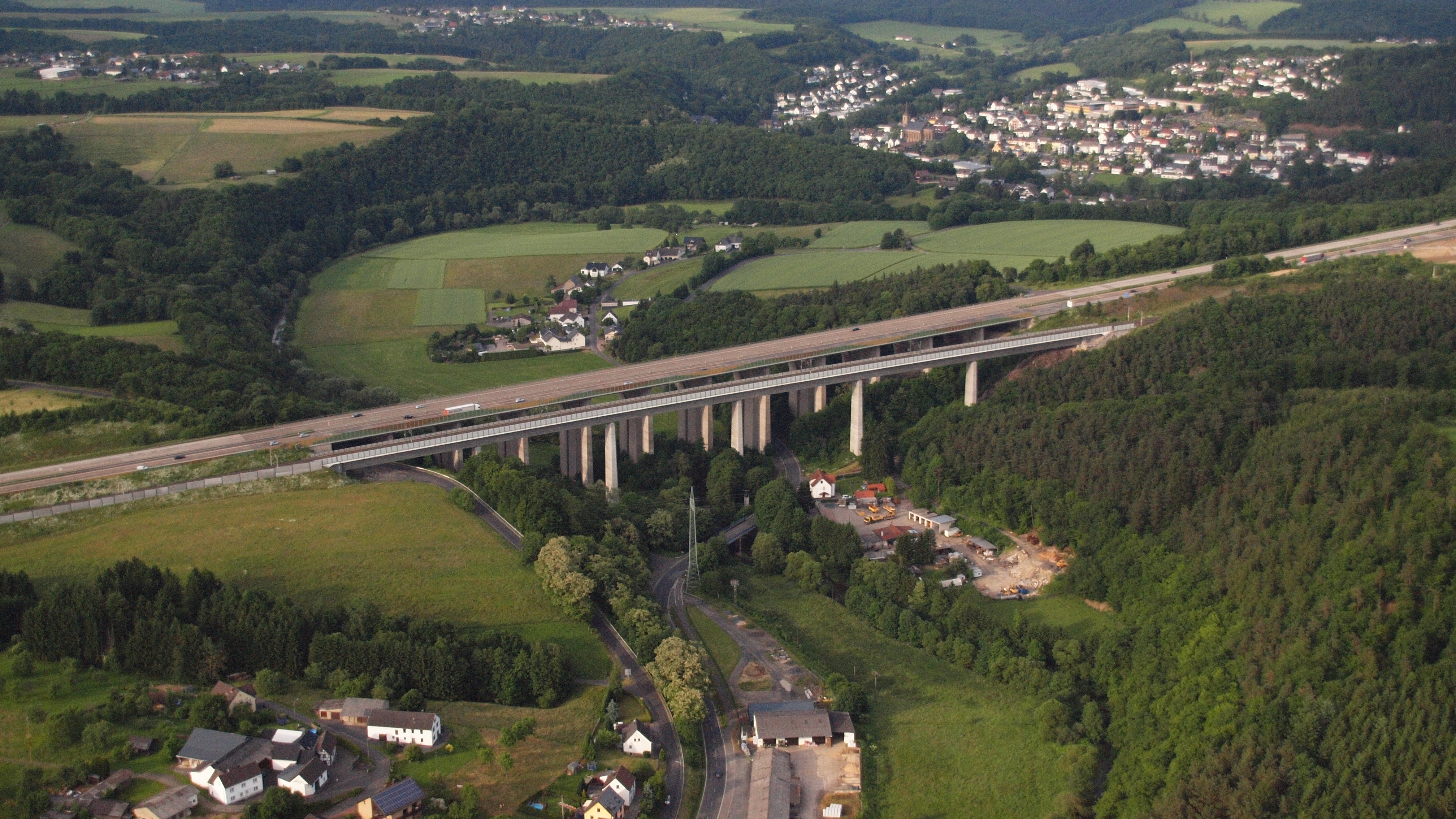
Wiedtalbrücke aus westlicher Richtung, Luftaufnahme 2013

Die Gradiente steigt, bei einer Entwurfsgeschwindigkeit von 300 km/h, in Richtung Frankfurt mit maximal 40 Promille an. Im Bereich des südlichen Widerlagers verläuft die Trasse mit einem Radius von 3500 m, nur wenig über dem Mindestradius der Strecke von 3250 m; die Überhöhung erreicht mit 170 mm ebenfalls ihren Höchstwert. Die Brücke hat auf beiden Seiten 2,5 m hohe Lärmschutzwände sowie eine Feste Fahrbahn mit 4,5 m Gleisabstand.
Die Höhe der Brücke entspricht der der benachbarten Autobahn. Auch das Stützraster der Brücke orientiert sich an der benachbarten Autobahnbrücke.

## Gründung und Unterbauten
Die Widerlager und drei Hangpfeiler haben eine Flachgründung. Die zwei Talpfeiler sind auf Großbohrpfählen mit 1,5 m Durchmesser und bis zu zehn Metern Tiefe gegründet. Die rechteckigen, zwischen fünf und 45 m hohen Stahlbetonpfeiler haben einen Hohlkastenquerschnitt. Sie verjüngen sich mit einem Anzug von 70:1 nach oben. Das Widerlager Frankfurt ist Festpunkt der Brücke und leitet insbesondere die Längskräfte infolge Bremsen in den Baugrund ab. An der Dehnfuge bei dem Widerlager Köln ist ein Schienenauszug vorhanden.

## Überbau

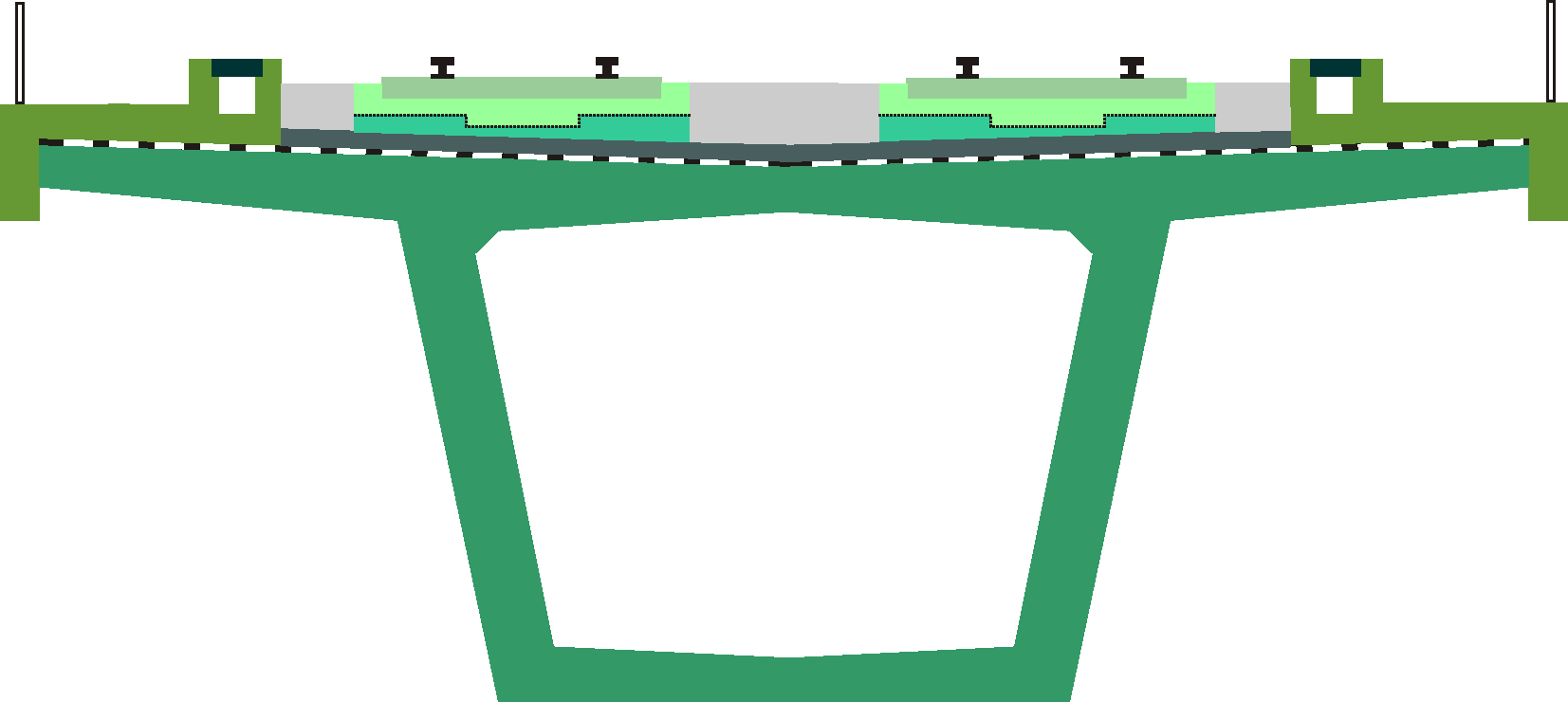
Querschnitt Überbau

Der Überbau besteht aus einem Durchlaufträger mit sechs Feldern. Die Querschnittsform ist ein einzelliger Spannbetonhohlkasten mit geneigten Stegen. Bei einer Fahrbahnplattenbreite von 13,0 m und Bodenplattenbreite von 5,7 m beträgt die Gesamtstützweite 387,3 m bei Einzelstützweiten von 62,77 m – 4 × 65,44 m – 62,77 m. Die Feldweiten der Brücke entsprechen damit exakt denen der beiden unmittelbar östlich parallel verlaufenden Autobahnbrücken. Die Konstruktionshöhe ist mit 5,35 m konstant.

## Geschichte

### Planung
Bereits Ende 1995 lag die geplante Länge des Bauwerks bei 390 m.
In der Ausschreibung war die Errichtung des Überbaus mit einem Vorschubgerüst und einer Hilfsstütze je Feld vorgesehen. Im Rahmen weiterer Untersuchungen fiel, aus wirtschaftlichen Gründen, die Entscheidung für das Taktschiebeverfahren.

### Bau
Anfang 1999 begannen die Arbeiten am Überbau der Brücke. Der Brückenüberbau wurde – als einzige Brücke im Baulos A und eine von dreien der gesamten Strecke – mit dem Taktschiebeverfahren bei Taktlängen von 32,77 m im Wochentakt hergestellt. Der Taktkeller war am Widerlager Köln angeordnet. Der Verschub der Brücke erfolgte bergauf ohne Hilfsstützen mit einem 40,5 m langen Vorbauschnabel.
Ende April 1999 wurde der erste Takt aus dem Taktkeller gezogen. Die weiteren Takte folgten im Wochenrhythmus.
Der Rohbau wurde in einer Bauzeit von 14 Monaten errichtet. Der Brückenschlag wurde Mitte 1999 gefeiert. Das Bauwerk wurde Ende 1999 fertiggestellt. Insgesamt wurden rund 11.000 m³ Beton sowie 2.800 t Stahl verbaut.